# Alpesisí az 1964. évi téli olimpiai játékokon
Az 1964. évi téli olimpiai játékokon az alpesisí versenyszámait január 30. és február 7. között rendezték a Patscherkofelen és az Axamer Lizumon. A férfiaknak és a nőknek is 3–3 versenyszámban osztottak érmeket.

## Éremtáblázat
(A rendező nemzet eltérő háttérszínnel, az egyes számoszlopok legmagasabb értéke, vagy értékei vastagítással kiemelve.)
| Az 1964. évi téli olimpiai játékok éremtáblázata alpesisíben | Az 1964. évi téli olimpiai játékok éremtáblázata alpesisíben | Az 1964. évi téli olimpiai játékok éremtáblázata alpesisíben | Az 1964. évi téli olimpiai játékok éremtáblázata alpesisíben | Az 1964. évi téli olimpiai játékok éremtáblázata alpesisíben | Olimpia  |
| ------------------------------------------------------------ | ------------------------------------------------------------ | ------------------------------------------------------------ | ------------------------------------------------------------ | ------------------------------------------------------------ | -------- |
|                                                              | Ország                                                       | Arany                                                        | Ezüst                                                        | Bronz                                                        | Összesen |
| 1.                                                           | Franciaország (FRA)                                          | 3                                                            | 3                                                            | 0                                                            | 6        |
| 2.                                                           | Ausztria (AUT)                                               | 3                                                            | 2                                                            | 2                                                            | 7        |
|                                                              |                                                              |                                                              |                                                              |                                                              |          |
| 3.                                                           | Egyesült Államok (USA)                                       | 0                                                            | 2                                                            | 2                                                            | 4        |
|                                                              |                                                              |                                                              |                                                              |                                                              |          |
| 4.                                                           | Egyesült Német Csapat (EUA)                                  | 0                                                            | 0                                                            | 1                                                            | 1        |
|                                                              |                                                              |                                                              |                                                              |                                                              |          |
| Összesen                                                     | Összesen                                                     | 6                                                            | 7                                                            | 5                                                            | 18       |

## Érmesek

### Férfi
| Az 1964. évi téli olimpiai játékok érmesei férfi alpesisíben |                                        |         |                                     |         |                                                |         |
| Versenyszám                                                  | Arany                                  | Arany   | Ezüst                               | Ezüst   | Bronz                                          | Bronz   |
| Lesiklás                                                     | Egon Zimmermann · Ausztria (AUT)       | 2:18,16 | Léo Lacroix · Franciaország (FRA)   | 2:18,90 | Wolfgang Bartels · Egyesült Német Csapat (EUA) | 2:19,48 |
| Műlesiklás                                                   | Pepi Stiegler · Ausztria (AUT)         | 2:11,13 | Billy Kidd · Egyesült Államok (USA) | 2:11,27 | Jimmy Heuga · Egyesült Államok (USA)           | 2:11,52 |
| Óriás-műlesiklás                                             | François Bonlieu · Franciaország (FRA) | 1:46,71 | Karl Schranz · Ausztria (AUT)       | 1:47,09 | Pepi Stiegler · Ausztria (AUT)                 | 1:48,05 |

### Női
| Az 1964. évi téli olimpiai játékok érmesei női alpesisíben |                                           |         |                                           |         |                                       |         |
| Versenyszám                                                | Arany                                     | Arany   | Ezüst                                     | Ezüst   | Bronz                                 | Bronz   |
| Lesiklás                                                   | Christl Haas · Ausztria (AUT)             | 1:55,39 | Edith Zimmermann · Ausztria (AUT)         | 1:56,42 | Traudl Hecher · Ausztria (AUT)        | 1:56,66 |
| Műlesiklás                                                 | Christine Goitschel · Franciaország (FRA) | 1:29,86 | Marielle Goitschel · Franciaország (FRA)  | 1:30,77 | Jean Saubert · Egyesült Államok (USA) | 1:31,36 |
| Óriás-műlesiklás                                           | Marielle Goitschel · Franciaország (FRA)  | 1:52,24 | Christine Goitschel · Franciaország (FRA) | 1:53,11 | nem adták ki                          |         |
| Óriás-műlesiklás                                           | Marielle Goitschel · Franciaország (FRA)  | 1:52,24 | Jean Saubert · Egyesült Államok (USA)     | 1:53,11 | nem adták ki                          |         |